# Sure to Fall (in Love with You)
〈Sure to Fall (in Love with You)〉는 칼 퍼킨스, 퀸턴 클란치, 빌 캔트렐에 의 씌여진 곡이다. 1955년 녹음되어 싱글 발매될 예정이었지만 실행되지 못했고, 1957년 칼 퍼킨스의 데뷔 앨범 《Dance Album Of Carl Perkins》에 수록되어 발표되었다.

## 비틀즈 버전
비틀즈는 1957년부터 이 곡을 라이브 무대의 레파토리로 삼았다. BBC에서는 "Pop Go The Beatles"에서 2회(1963년 6월 1일/1963년 9월 3일), "Saturday Club"에서 1회(1964년 3월 13일), "From Us To You"에서 1회(1964년 5월 1일) 연주했다.

## 참여 인원
- 존 레논 – 백보컬, 리듬 기타
- 폴 매카트니 – 보컬, 베이스
- 조지 해리슨 –리드 기타
- 링고 스타 – 드럼